# Papež Simplicij
Simplicij je bil rimski škof (papež) Rimskokatoliške cerkve, * okrog 420 Tivoli, (Italija, Rimsko cesarstvo); papež izvoljen 3. marec 468; † 10. marec 483 Rim (Italija, Odoakerjevo italijansko kraljestvo).

## Življenjepis
Rodil se je v Tivoliju pri Rimu, za papeža so ga izvolili 3. marca 468. Pod njegovim pontifikatom je ponovno prišlo do sporov z vzhodno Cerkvijo: (zahodno rimsko cesarstvo je pod udarci gotskega kralja Odoakerja 476 dokončno propadlo). Simplicij je požrtvovalno pomagal ljudem v nemirnih časih barbarskih vpadov v  Rimsko cesarstvo ter dočakal tudi njegov propad 476, ki ga je napovedal že daljnovidno  Leon Veliki.

### Odoaker postane kralj Rima
Germanski poveljnik Odoaker (ali Odovakar) je postal  476  rimski kralj in kralj cele  Italije, ko ga je oklicala vojska. Nato je vrgel s prestola zadnjega zahodnorimskega cesarja Romula Avgustula in ga poslal v pokoj.Romul je bil sicer lep, vendar mlad in majhen. Značilno je, da je imel zadnji zahodnorimski cesar isto ime kot eden od ustanoviteljev Rima Romul (in Rem). Augustulus (cesarček) pa je pomanjševalnica od Augustus (cesar). Odoaker si ni nikoli nadel kraljevskih znamenj, niti škrlata ne – in je priznaval vrhovno oblast bizantinskih cesarjev.

### Carigrajska prevzetnost
Bizantinski cesar Leon I.  je hotel izkoristiti politično tako rekoč brezizhoden papežev položaj, ko je 476 propadlo Zahodnorimsko cesarstvo. Nagovoriti je hotel papeža, naj prizna 28. kanon Kalcedonskega vesoljnega cerkvenega zbora, ki pripisuje Carigradu položaj takoj za Rimom tudi v cerkvenem pogledu; vendar je to papež uspešno zavrnil. Takrat se je nasilno polastil oblasti Bazilisk (Basiliskos), ki je z odlokom prepovedal oznanjanje odlokov Kalcedonskega koncilla in dogmatičnega Leonovega pisma, da bi se prikupil monofititom, od katerih je pričakoval podporo. Papež Simplicij je v ljubeznivem pismu prosil preklic tega odloka. Medtem je cesar vsilil monofizitske patriarhe na sedeže v Jeruzalemu, Aleksandriji  in Antiohiji. 
Carigrajski patriarh Akacij je hotel uveljavljati 28. kanon kalcedonskega koncila, ki ga pa že papež Leon ni hotel potrditi; tudi papež Simplicij je temu vztrajno nasprotoval, češ da pomena patriarhata ne določa njegov politični položaj. Simplicij je pisal cesarju Bazilisku in patriarhu Akaciju, naj poskrbita, da se spet vzpostavi pravovernost, vendar pisma niso zalegla. 
Še močneje kot Bazilisk je v verske zadeve posegel njegov naslednik, cesar Zenon. Papež je dosegel, da se je vsaj na začetku položaj kristjanov poboljšal; vendar je v nameri, da bi po dolgotrajnih sporih zaradi posameznih teoloških vprašanj v državi dosegel čim večjo enotnost, po nasvetu patriarha Akacija sestavil novo, kompromisno obliko veroizpovedi, ki naj bi bila sprejemljiva za vse. Tako je 482 izdal verski odlok tako imenovani Henotikon, obvezen za vse državljane. Henotikon je povzel veroizpoved nicejskega koncila, obsodbo nestorianizma, zamolčal pa kalcedonski nauk Leona Velikega o Kristusu: v njem ni niti omenjena Kristusova Božja in človeška narava. Katoliški zahod Henotikona ni mogel sprejeti; zavrnili pa so ga tudi monofiziti, ker se jim je v njihovem smislu zdel premalo odločen. 

### Določbe in dela
- Simplicij je naročil rimskim duhovnikom, naj bodo stalno na razpolago romarjem v štirih glavnih bazilikah, da bodo lahko ob kateremkoli dnevnem času imeli priliko za prejem svetih zakramentov.
- Na Celijskem hribu je dal zgraditi cerkev San Stefano Rotondo, v bližini pa manjšo cerkev Svete Bibijane.[7][8][9]

## Smrt in češčenje
Papež Simplicij zapletenih razprav z Zenonom in vzhodnimi patri¬arhi ni mogel več nadaljevati - prehitela ga je smrt. Umrl je 10. marca 483.
Njegov god obhaja katoliška Cerkev 10. marca.